# Manettia dubia
Manettia dubia är en måreväxtart som beskrevs av Herbert Fuller Wernham. Manettia dubia ingår i släktet Manettia och familjen måreväxter.
Artens utbredningsområde är Peru. Inga underarter finns listade i Catalogue of Life.